# Radio Segovia
Radio Segovia es una emisora de radio regional que emite para el departamento de Nueva Segovia en Nicaragua desde su cabecera, Ocotal. Su programación es de corte comercial, dirigida a todo el público. Fundada en septiembre de 1980, se la conoció por el apelativo de la miliciana del norte. En su nueva etapa ha cambiado a La Poderosa del Norte. Emite en FM en la frecuencia 97.3 MHz. Radio Segovia es miembro afiliado de la Asociación Mundial de Radio Comunitarias (AMARC).

## Su historia
En septiembre de 1980 el coordinador de la Junta del Gobierno Municipal (alcalde) de Ocotal, Felipe Barreda inaugura las instalaciones de radio Segovia que comienza a emitir en esa misma fecha. La miliciana del norte tenía una finalidad bien definida en la defensa de la Revolución Sandinista. Se constituyó como arma ideológica frente a la agresión de la contra en plena zona de guerra, la frontera norte de Nicaragua, la frontera con Honduras, país donde la insurgencia tenía sus principales asentamientos.
En aquella época, el equipo de transmisión consistía en un transmisor de 10kW, de los que solo se usaban 4, en modulación de amplitud en una frecuencia de 730 kHz. Su zona de cobertura era toda la parte norte del país, los departamentos de Nueva Segovia, Madriz y Estelí.
Pasó a formar parte de la Corporación de Radiodifusión del Pueblo (CORADEP) hasta 1990 que esta organización fue desmantelada.
En junio de 1984 sus instalaciones, situadas detrás de la iglesia de Ocotal, son atacadas por la contra. En el ataque mueren dos trabajadores de la radio. Dos días después vuelve a emitir.
Dentro del modelo conocido como radio participativa instauró una línea de actuación participativa, modelo democrático de participación, en la que la relación directa con la comunidad primaba en la programación, la radio vivía los acontecimientos del pueblo en todas sus variables. Y cubría la importante área de comunicación con las comunidades campesinas alejadas de las ciudades.
En septiembre de 1989 el gobierno suspende ala financiación de las emisoras públicas, obligando a estas a autofinanciarse. Esto llevaría a la quiebra económica, llegándose incluso que los trabajadores renunciaran a sus sueldos. Esta situación estuvo a punto de cerrar la emisora pero la solidaridad internacional, lazos surgidos en el periodo revolucionario, lograron mantener la emisión en el aire. En 1992 ya se disfrutaba de un cierto desahogo y se veía con esperanza el futuro.

### Propiedad de sus trabajadores
En 1995 los trabajadores de Radio Segovia se organizan en cooperativa y adquieren la emisora. Se realiza una renovación integral de las instalaciones y el equipamiento técnico, renovación en la que participa activamente la solidaridad de la ciudad alemana de Wiesbaden y el Comité Nueva Nicaragua.
En el año 2003 se renueva el transmisor y se adquieren equipos informáticos, a la vez que se abre su página web, una renovación en la que participaron activamente la ONG vasca HONEK y Fons Catalán (Cataluña) y Mallorquí (Islas Baleares). 
En la actualidad consta de una plantilla de 24 personas con reconocidos profesionales: emite en FM en la frecuencia de 97.3 MHz desde el monte cerro Quisuca sito en el departamento de Madriz.

## Programación
Con una programación de carácter comercial dirigida a una audiencia variada consta de programas de carácter informativo, social, ambiental y educativo intentado, como el propio director dice: 

para contribuir al debate y la generación de nuevas ideas para el desarrollo socioeconómico de la región

Tiene una amplia red de colaboradores y corresponsales en todos los pueblos de su área de influencia.
La propia emisora hace una síntesis de sus fines y principios:

- Responder a las necesidades comunicacionales de la población contribuyendo a su desarrollo integral desde una perspectiva progresista que favorezca a las grandes mayorías.
- Promover la participación y libre expresión del pueblo y organizaciones que buscan el bienestar común y que luchan por un desarrollo económico y social justo y equitativo.
- Promover valores positivos como la estabilidad social, la reconciliación, la solidaridad mutua entre los pueblos y la unidad nacional.
- Promover el cumplimiento y respeto de las leyes fundamentales del país, así como la defensa de los derechos elementales de la humanidad.
- Estar al servicio social de toda la población y de las instituciones humanitarias cuando así lo amerite.
- Promover con énfasis el respeto y preservación de los recursos naturales y de un medio ambiente sano